# Todo el mundo odia a Chris
Todos odian a Chris (título en inglés Everybody Hates Chris) es una sitcom estadounidense inspirada en las experiencias vividas durante la adolescencia del comediante Chris Rock (que también es el narrador), mientras crecía en el barrio de Bedford-Stuyvesant, del distrito de Brooklyn en Nueva York de 1982 a 1987. Chris Rock creció con un niño llamado Kenny Montero, que a menudo él lo ha referido como la inspiración para muchos de los episodios. En muchas entrevistas, Rock ha descrito a Kenny como la razón por la cual se metió en la comedia en primer lugar. El título de la serie es una parodia de la sitcom emitida por la CBS Everybody Loves Raymond. Rock ha dicho que "¡Todo el Mundo Ama a Raymond pero Todo el Mundo Odia a Chris!". Su elenco principal está compuesto por Terry Crews, Tichina Arnold, Richmond Tequan, Imani Hakim, Vincent Martella y Tyler James Williams, que está en el papel principal.
En los Estados Unidos, fue exhibida por los canales UPN, Nickelodeon y The CW.
Cuenta con cuatro temporadas y un total de 88 episodios. La cuarta temporada se estrenó el viernes, 3 de octubre de 2008. El 21 de mayo de 2009, el canal The CW anunció la cancelación del show. Antes de esto, el productor ejecutivo Chris Rock anunció que el final de la temporada 4 se emparejaría con su propio pasado - abandonando la escuela secundaria para convertirse en un comediante - y que ya era el momento de poner fin a la serie.

## Sinopsis
Ambientada en la década de 1980, la serie gira en torno a la vida cotidiana de Chris, que es un estudiante de secundaria de 16 años de edad en el último episodio de la serie. Chris es uno de los pocos personajes "normales" en el show, rodeado por una colección de personajes excéntricos que, en su punto de vista, actúan como si él no les agradara. Chris vive en el barrio Bedford-Stuyvesant, del distrito Brooklyn, que es una comunidad de clase trabajadora y es obligado por su madre a asistir a una escuela de blancos donde algunos alumnos del colegio lo maltratan, y algunos profesores se apiadan de él por ser negro. Si los eventos progresan favorablemente para Chris a lo largo de un episodio, es casi seguro que se le vuelvan en contra al final. Del mismo modo, si una situación no va en el camino de Chris, siempre se las arregla para empeorar su situación, haciendo que él intente o no, cambiar el curso de los acontecimientos.

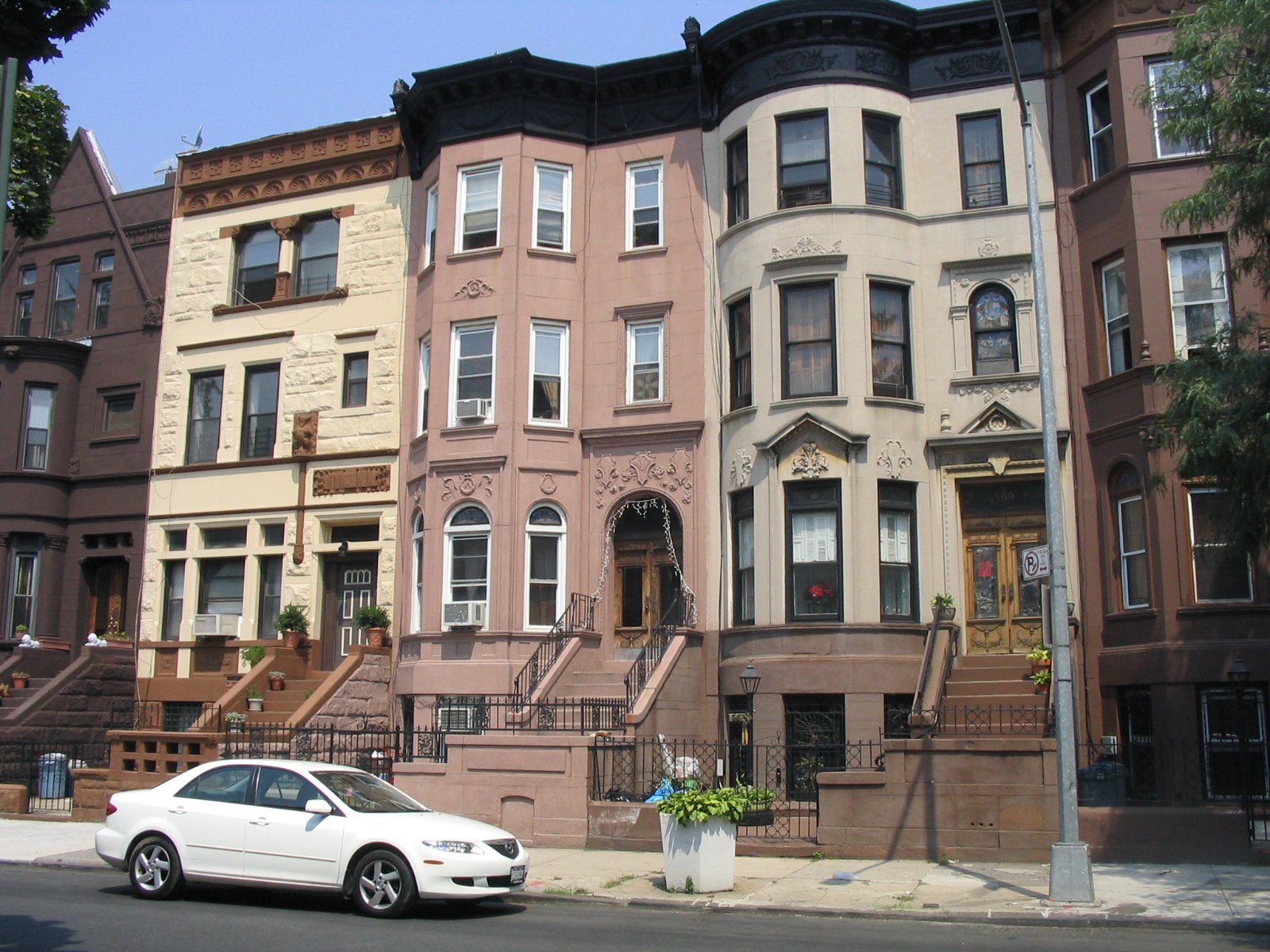
Bedford-Stuyvesant (Bed-Stuy), escenario de la trama.

En la final de la tercera temporada, Chris se gradúa de "Corleone Junior High School", pero su alegría se corta cuando su mejor amigo Greg se cambia a una nueva escuela, esto hace que Chris piense rápidamente un plan para ir a la escuela secundaria de su amigo, pero Greg termina yendo a la escuela secundaria de Chris debido a su mal comportamiento.
Hay varias referencias a El Padrino en el show, la escuela de primer ciclo secundaria de Chris se llama Corleone, que es el nombre del personaje Vito Corleone y la familia Corleone. La escuela secundaria de ciclo superior de Chris se denomina Tattaglia, otra de las cinco familias. También, la mascota de Tattaglia es el "Pez Durmiente" que hace referencia al personaje Luca Brasi de El Padrino. En el episodio "Todo el mundo odia a las amenazas de bomba", también hay una escuela secundaria llamada Barzini, que hace referencia a la familia Barzini, la tercera de las cinco familias. Por último, el rival de Tattaglia es la secundaria Clemenza, que hace referencia a uno de los caporegime de Don Corleone.

## Final de la serie
La cuarta y última temporada concluyó con un final de serie titulado "Todo el mundo odia el G.E.D.", que se centró en que Chris obtuviera su G.E.D., después decide abandonar la escuela debido a que tiene que repetir el décimo grado por llegar tarde 30 veces. Sus padres se oponen al principio, pero más tarde deciden apoyarlo y amarlo independientemente. El último episodio fue una parodia del final de la serie Los Soprano.

## Reparto y personajes

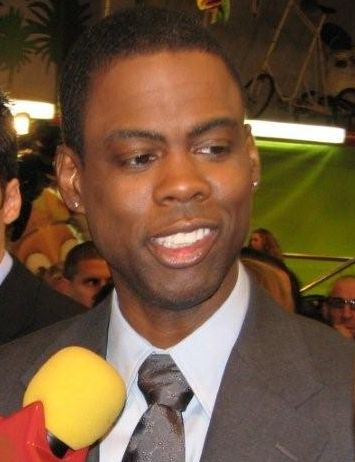
Chris Rock. La serie se inspira en las experiencias vividas durante su adolescencia.

### Protagonistas
A pesar de que la familia ficticia se basa en la del verdadero Chris Rock, su apellido no se revela.
- Chris (Tyler James Williams), el protagonista.
- Drew (Tequan Richmond), el hermano menor de Chris.
- Greg Wuliger (Vincent Martella), el mejor amigo de Chris.
- Julius (Terry Crews), el padre de Chris.
- Rochelle (Tichina Arnold), la madre de Chris.
- Tonya  (Imani Hakim), la hermana menor de Chris.

### Personajes recurrentes
- Doc Harris (Antonio Fargas), el dueño de un mercado local donde Chris comenzó a trabajar en la segunda temporada.
- Jerome (Kevontay Jackson), un criminal que roba a los niños del barrio como Chris (siempre le roba un dólar).
- Joey Caruso (Travis T. Flory), el abusón de la escuela Corleone que atormenta a Chris.
- Sr. Omar (Ernest Lee Thomas), un empresario fúnebre que vive en un apartamento alquilado por la familia de Chris, que con frecuencia queda con las viudas de sus clientes.
- Sra. Morello (Jacqueline Mazarella), la profesora de Chris en la escuela Corleone, que es falsamente amable, pero profundamente racista (aunque inconscientemente), se siente sexualmente atraída por los negros.
- Director Edwards (Jason Alexander), el nuevo director de la Corleone.
- Keisha Ridenhour (Ariel Alexandria Davis), la primera chica de al lado y la niña de los sueños para Chris, a la que por desgracia le gusta el hermano menor de Chris, Drew. En la temporada 2, Keisha se mudó a Compton, irónicamente, creyendo que era una ciudad sin criminalidad.
- Tasha (Paige Hurd), la segunda chica que se muda al lado, en la temporada 2. Chris está enamorado de ella, pero ella quiere mantener su relación platónica.
- Kill Moves (Jeris Lee Poindexter), un indigente sin hogar en el barrio, que es loco e inestable y tiene una madre rica que vive en Upper East Side.
- Vanessa (Jackée Harry), la mejor amiga de Rochelle.

## Recepción
El American Film Institute seleccionó Todo el Mundo Odia a Chris como una de las 10 mejores series de televisión de 2007, afirmando que el espectáculo "ofrece un vistazo muy real de crecimiento en Norteamérica - un reto que exige un debate sobre la raza y la clase a menudo ausente en la televisión de hoy."
Todo el Mundo Odia a Chris ganó un Premio Imagen NAACP por su escritura en 2008. También fue nominado para los premios Globo de Oro y Emmy.
En diciembre de 2008, Entertainment Weekly puso al episodio Kwanzaa de este espectáculo como séptimo en la lista de la revista "Must List: 10 Holiday Things We Love."

## En la vida real
- Julius Rock es un personaje basado en Christopher Julius Rock II, el padre de Chris Rock.
- Rochelle Rock es un personaje basado en la profesora Rosalie Tingman Rock, la madre de Chris Rock.
- Drew Rock es un personaje basado en Andrew Rock, el hermano de Chris Rock.
- Tonya Rock es una "versión femenina" de Tony Rock.
- Greg Wulliger se basa en un amigo de la infancia de Chris Rock.[5]
- En la serie, Chris solo tiene a Drew y Tonya como hermanos, pero en la vida real, Chris Rock tiene siete hermanos.

## Premios y nominaciones
- Globos de Oro

2006 - Mejor Serie de Televisión - Musical o Comedia  (Nominado)
- Premios Emmy

2009 - Mejor Cinematografía para una Serie de Media Hora - Mark Doering-Powell por el episodio "Todo el Mundo Odia las Respuestas Impertinentes " (Nominado)
2006 - Mejor Cinematografía en una Serie Grabada con una Sola Cámara - Mark Doering-Powell por el episodio "Todo el mundo Odia los Funerales".
2006 - Mejor Vestuario para una Serie - Darryle Johnson y Sharlene Williams por el episodio "Todo el Mundo Odia el Piloto" (Nominado)
- Gremio de Escritores de Norteamérica

2006 - Nuevas Series (Nominado)
- Premios Young Artist

2006 - Mejor Serie de Televisión Familiar (Comedia) (Ganado)
2006 - Mejor Actuación en una Serie de TV (Comedia o Drama) - Principal Actor Joven - Tyler James Williams (Nominado)
2006 - Mejor Actuación en una Serie de TV - Actor de reparto joven (Comedia o Drama) - Vincent Martella (Nominado)
2008 - Mejor Actuación en una Serie de TV (Comedia o Drama) - Principal Actor Joven - Tyler James Williams (Nominado)
2008 - Mejor Actuación en una Serie de TV - Actor de reparto joven (Comedia o Drama) - Vincent Martella (Nominado)
- Premios Asociación de Críticos de Televisión

2006 - Logro Destacado en Comedia (Nominado)
2006 - Mejor Nuevo Programa del año (Nominado)
- Premios Teen Choice

2006 - TV - Choice Actor: Comedy  - Tyler James Williams (Nominado)
2006 - TV - Choice Actress: Comedy  - Tichina Arnold (Nominada)
2006 - TV - Choice Breakout Show (Nominado)
2006 - TV - Choice Comedy/Musical Show (Nominated)
2006 - TV - Choice Parental Unit - Tichina Arnold y Terry Crews (Nominados)
2006 - TV - Choice Sidekick - Vincent Martella (Nominados)
- Premios Imagen

2010 - Mejor Actor en una Serie de Comedia - Tyler James Williams (Nominado)
2010 - Mejor Actriz en una Serie de Comedia - Tichina Arnold (Nominada)
2010 - Mejor Serie de Comedia (Nominado)
2010 - Mejor Dirección en una Serie de Comedia - Ali LeRoi por el episodio "Todo el Mundo Odia el G.E.D." (Nominado)
2009 - Mejor Actor en una Serie de Comedia - Tyler James Williams (Nominado)
2009 - Mejor Actor en una Serie de Comedia - Terry Crews (Nominado)
2009 - Mejor Actriz en una Serie de Comedia - Tichina Arnold (Nominada)
2009 - Mejor Serie de Comedia (Nominado)
2009 - Mejor Dirección en una Serie de Comedia - Ali LeRoi por el episodio "Todo el mundo odia la Autoridad Portuaria" (Nominado)
2008 - Mejor Guion en una Serie de Comedia - Ali LeRoi por el episodio "Todo el mundo Odia al Orientador" (Ganado)
2008 - Mejor Actor en una Serie de Comedia - Tyler James Williams (Nominado)
2008 - Mejor Actor de Reparto en una Serie de Comedia - Terry Crews (Nominado)
2008 - Mejor Actriz en una Serie de Comedia - Tichina Arnold (Nominada)
2008 - Mejor Serie de Comedia (Nominado)
2008 - Mejor Dirección en una Serie de Comedia - Ali LeRoi por el episodio "Todo el mundo Odia el Béisbol" (Nominado)
2008 - Mejor Dirección en una Serie de Comedia - Millicent Shelton por el episodio "Todo el mundo Odia al Sustituto" (Nominado)
2007 - Mejor Actor en una Serie de Comedia - Tyler James Williams (Ganado)
2007 - Mejor Actriz en una Serie de Comedia - Tichina Arnold (Nominada)
2007 - Mejor Actor de Reparto en una Serie de Comedia - Terry Crews (Nominado)
2007 - Mejor Actor de Reparto en una Serie de Comedia - Antonio Fargas (Nominado)
2007 - Mejor Actor de Reparto en una Serie de Comedia - Whoopi Goldberg (Nominado)
2007 - Mejor Serie de Comedia (Nominado)
2007 - Mejor Dirección en una Serie de Comedia - Ali LeRoi por el episodio "Todo el mundo Odia a las Elecciones" (Nominado)
2007 - Mejor Dirección en una Serie de Comedia - Millicent Shelton por el episodio "Todo el mundo odia el Día de San Valentín" (Nominado)
2006 - Mejor Actriz en una Serie de Comedia - Tichina Arnold (Ganado)
2006 - Mejor Serie de Comedia (Ganado)
2006 - Mejor Actor en una Serie de Comedia - Tyler James Williams (Nominado)
2006 - Mejor Actor de Reparto en una Serie de Comedia - Terry Crews (Nominado)
2006 - Mejor Dirección en una Serie de Comedia - Ken Whittingham (Nominado)
- Premios Environmental Media
- 2008 - Comedia Episódica (Nominado)

- Premios Satellite

2006 - Mejor Serie de Televisión de Comedia o Musical (Nominado)
- Premios People's Choice

2006 - Nueva Comedia Favorita De TV (Nominado)
- Premios Golden Reel

2006 - Mejor Edición de Sonido en Televisión de Forma Corta - Diálogo y Sustitución de diálogo Automático - por el episodio "Todo el Mundo Odia el Baloncesto" (Nominado)
2006 - Mejor Edición de Sonido en Televisión de Forma Corta - Música - por el episodio "Todo el mundo odia Halloween" (Nominado)

## Serie animada
En marzo de 2021, se anunció el desarrollo de una serie animada con Terry Crews y Tichina Arnold retomando sus papeles y Chris Rock regresando como narrador. La serie animada es una secuela y continúa donde finalizó Todo el mundo odia a Chris. La serie se estrenó a través de Comedy Central el 25 de septiembre de 2024.